# Francisco Rodríguez Poveda
Francisco Rodríguez Poveda, né le 24 novembre 1938 à Herrera, homme d'État panaméen,  président provisoire de la république du Panama du 1er septembre au 20 décembre 1989.